# Nyctalus noctula
Espèce
Statut de conservation UICN

 LC  : Préoccupation mineure
La Noctule commune (Nyctalus noctula Schreber, 1774) est une espèce de chauve-souris de grande taille aux oreilles larges et arrondies aux extrémités. Les ailes sont longues et étroites lui donnant un vol rapide (50 km/h) à 10-40 m de haut. À la fin de l’été, les populations continentales migrent vers le sud et le sud-ouest de l’Europe (Allemagne de l'Ouest, Suisse, France), plus exactement les femelles. La distance maximale observée de migration est de 900 km. Selon une étude récente, les Noctules profiteraient des vents favorables pour économiser de l'énergie lors de leur migration.
C'est une espèce sociable qui forme de grandes colonies. Son activité est crépusculaire et nocturne mais peut être diurne en automne. Elle hiberne dans des arbres creux, des fissures de falaises ou de murs mais très rarement dans des grottes.

## Caractéristiques
- Répartition : toute l'Europe sauf l'Irlande, l'Écosse, et le nord de la Scandinavie ; dans la chaîne de l'Himalaya et en Asie du Sud-Est.
- Taille : 11 à 14 cm
- Envergure : 32 à 40 cm
- Poids : 15 à 42 g
- Habitat : forêts, parcs
- Alimentation : papillons de nuit, hannetons et autres gros insectes volants

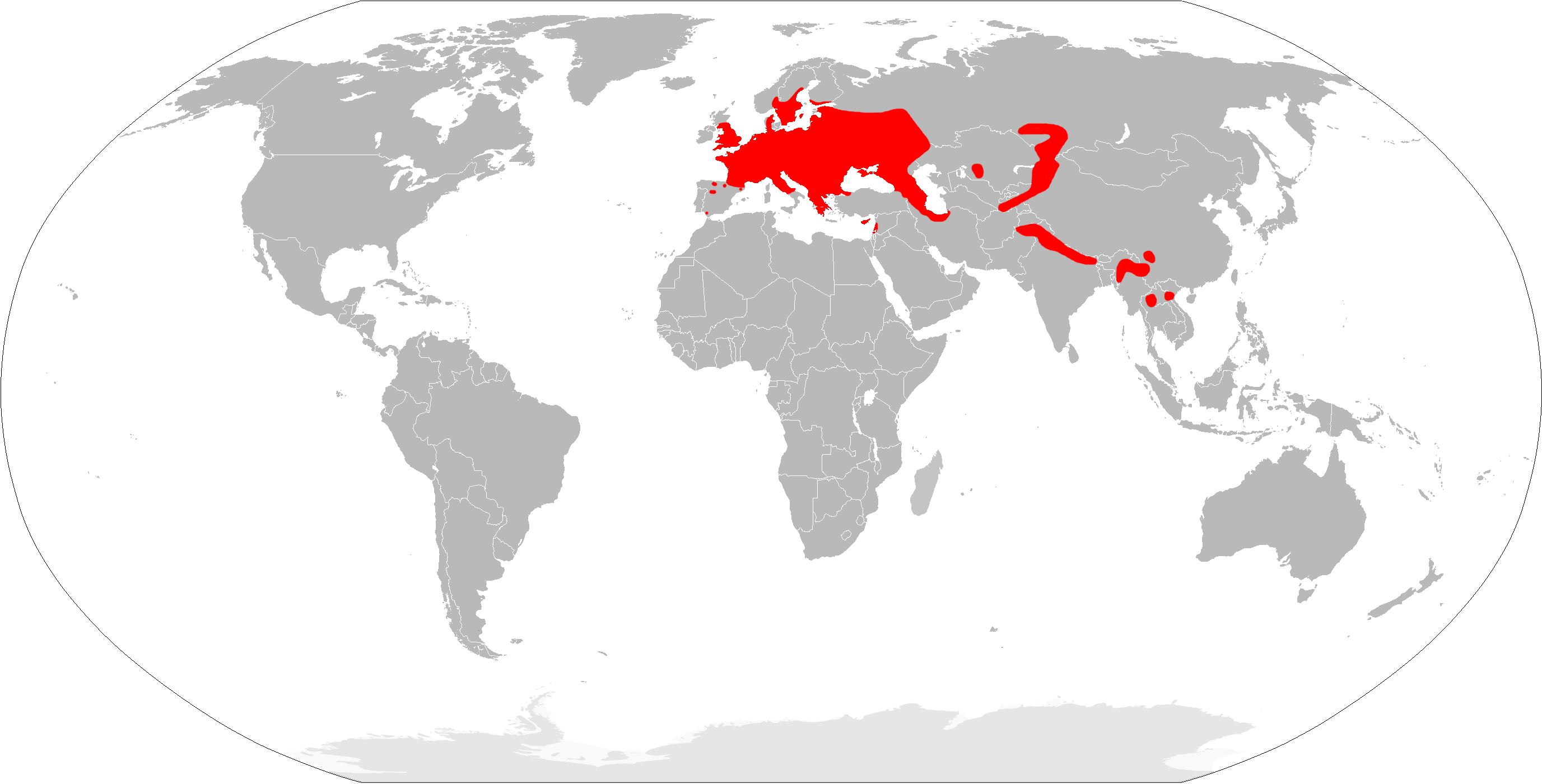
Répartition de la noctule commune

- Longévité :  12 ans

## Régime alimentaire
Chauve-souris de haut vol, elle chasse dans de nombreux habitats mais affectionne tout particulièrement les ripisylves et les surfaces en eau. Elle s’alimente également au-dessus des prairies, des landes et des milieux boisés.
Elle se nourrit principalement de gros coléoptères et des papillons s'échappant de la canopée.

## Menace
Au niveau mondial, la population de l'espèce est classée comme préoccupation mineure par l'UICN. En France métropolitaine et en Wallonie, l'espèce est jugée vulnérable,. Elle est protégée en France par l'Arrêté du 23 avril 2007 fixant la liste des mammifères terrestres protégés sur l'ensemble du territoire et les modalités de leur protection.

## Espèces voisines
- Noctule de Leisler
- Grande noctule

## Sources
- Marc Duquet, Hervé Maurin, Patrick Haffner: Inventaire de la faune de France Nathan, 2005,  (ISBN 2092780468)
- (en) Lara Keicher, J. Ryan Shipley, Melina T. Dietzer et Martin Wikelski, « Heart rate monitoring reveals differential seasonal energetic trade-offs in male noctule bats », Proceedings of the Royal Society B: Biological Sciences, vol. 291, no 2026,‎ juillet 2024 (ISSN 1471-2954, PMID 38981523, PMCID PMC11334998, DOI 10.1098/rspb.2024.0855, lire en ligne, consulté le 19 septembre 2024)